# Daniel Stålhammar
Daniel Stålhammar (Landskrona, 20 oktober 1974) is een Zweeds voormalig voetbalscheidsrechter. Hij was in dienst van FIFA en UEFA tussen 2004 en 2013. Ook leidde hij tussen 2002 en 2013 wedstrijden in de Allsvenskan.
Op 6 augustus 2005 debuteerde Stålhammar in Europees verband tijdens een wedstrijd tussen Vėtra Vilnius en Esbjerg fB in de UEFA Intertoto Cup; het eindigde in 1–1 en de Zweedse leidsman hield zijn kaarten op zak. Zijn eerste interland floot hij op 4 juni 2008, toen Estland met 4–3 won van Faeröer. Tijdens dit duel hield Stålhammar zijn kaarten op zak.
Op 10 september 2013 zette Stålhammar een punt achter zijn carrière vanwege gezondheidsproblemen.

## Interlands
| Datum            | Plaats                | Wedstrijd               | Uitslag | Competitie           | Kreeg geel | Kreeg voor de tweede keer geel en dus rood | Weggestuurd |
| ---------------- | --------------------- | ----------------------- | ------- | -------------------- | ---------- | ------------------------------------------ | ----------- |
| 4 juni 2008      | Tallinn, Estland      | Estland – Faeröer       | 4 – 3   | Vriendschappelijk    | 3          | 0                                          | 0           |
| 9 september 2009 | Chisinau, Moldavië    | Moldavië – Griekenland  | 1 – 1   | WK 2010 kwalificatie | 6          | 0                                          | 0           |
| 29 maart 2011    | Brussel, België       | België – Azerbeidzjan   | 4 – 1   | EK 2012 kwalificatie | 1          | 0                                          | 0           |
| 6 september 2011 | Tallinn, Estland      | Estland – Noord-Ierland | 4 – 1   | EK 2012 kwalificatie | 1          | 0                                          | 0           |
| 29 februari 2012 | Iraklion, Griekenland | Griekenland – België    | 1 – 1   | Vriendschappelijk    | 4          | 1                                          | 0           |
| 15 augustus 2012 | Odense, Denemarken    | Denemarken – Slowakije  | 1 – 3   | Vriendschappelijk    | 1          | 0                                          | 0           |